# Translació (geometria)
En geometria, una translació és un moviment de l'espai que consisteix a traslladar els seus punts paral·lelament a una direcció donada, en una magnitud constant. 

## Geometria clàssica
En geometria plana i en geometria en l'espai, una translació es tradueix per un desplaçament de tota la figura sense canvi ni de la direcció, ni del sentit, ni de les longituds.
Construir la imatge d'una figura per una translació significa fer-la relliscar en una direcció, en un sentit i una longitud donada.
Conservació: Tal lliscament no comporta deformació ni canvi d'orientació, per tant:
- En una translació, les longituds, el parallèlisme, la perpendicularitat i de forma més general els angles es conserven.
- Una translació transforma una recta en una recta paral·lela a l'original.
- Per una translació, una figura geomètrica es transforma en una figura geomètrica semblant.

Per construir la imatge d'una figura geomètrica, només cal construir la imatge dels seus punts característics: per a un segment, els seus extrems, per a un triangle, els seus tres vèrtex, per a un cercle, el seu centre i el seu radi, etc.

La translació és l'única transformació que deixa invariants els vectors, és a dir tal que
{\displaystyle {\overrightarrow {AB}}={\overrightarrow {A'B'}}}
La composició de dues translacions de vectors {\displaystyle {\vec {u}}} i {\displaystyle {\vec {v}}} és una translació de vector {\displaystyle {\vec {u}}+{\vec {v}}}. La translació de vector nul és la identitat. Aquestes propietats confereixen al conjunt de les translacions amb la llei de composició un estatus de grup commutatiu isomorf al conjunt dels vectors del pla o de l'espai.
Aquest grup és un subgrup del grup dels desplaçaments, del grup de les homotècies-translació, del grup de les simetries-translació, del grup de les rotacions-translació.

## Generalització a l'espai afí
També es defineix una translació en un espai afí qualsevol com la transformació que, a tot punt M li associa el punt M'  tal que
{\displaystyle {\overrightarrow {MM'}}={\vec {u}}}

## Expressions d'una translació

### Coordenades cartesianes
En el pla, la translació de vector {\displaystyle {\vec {u}}(a,b)}, transforma el punt M = (x, y) en M′ = (x′, y′) tal que
x′ = x + a
y′ = y + b
En l'espai, la translació de vector {\displaystyle {\vec {u}}(a,b,c)}, transforma el punt M = (x, y, z) en M' = (x′, y′, z′) tal que
x′ = x + a
y′ = y + b
z′ = z + c
De forma més general, en un espai de dimensió n, la translació de vector {\displaystyle {\vec {u}}} de coordenades {\displaystyle (a_{i})_{i\in [1,n]}}, transforma el punt {\displaystyle M(x_{i})_{i\in [1,n]}} en {\displaystyle M'(x'_{i})_{i\in [1,n]}} tal que
{\displaystyle x'_{i}=x_{i}+a_{i}} per a tot i des de 1 fins a n.

### Expressió complexa
En el pla complex, la translació de vector {\displaystyle {\vec {u}}} d'afix a (a complex), transforma el punt z en z′ tal que
z' = z + a

### Coordenades homogènies
Treballant en coordenades homogènies, es pot definir una matriu de translació:
En un espai afí de dimensió n, la matriu de translació de vector {\displaystyle {\vec {u}}(a_{i})_{i\in [1,n]}} és una matriu de dimensió n+1 definida per:
{\displaystyle T_{\mathbf {v} }={\begin{pmatrix}1&0&...&0&a_{1}\\0&1&...&0&a_{2}\\...&...&...&...&...\\0&0&...&1&a_{n}\\0&0&...&0&1\end{pmatrix}}.}
Llavors la translació s'escriu
{\displaystyle T_{\mathbf {v} }\mathbf {M} ={\begin{pmatrix}1&0&...&0&a_{1}\\0&1&...&0&a_{2}\\...&...&...&...&...\\0&0&...&1&a_{n}\\0&0&...&0&1\end{pmatrix}}{\begin{pmatrix}x_{1}\\x_{2}\\...\\x_{n}\\1\end{pmatrix}}={\begin{pmatrix}x_{1}+a_{1}\\x_{2}+a_{2}\\...\\x_{n}+a_{n}\\1\end{pmatrix}}=\mathbf {M'} }
Aquesta notació permet crear un isomorfisme entre les matrius n+1 d'aquesta forma i el conjunt de les translacions en un espai de dimensió n.
La inversa d'una d'aquestes matrius s'obté canviant la direcció del vector:
{\displaystyle T_{\mathbf {v} }^{-1}=T_{-\mathbf {v} }.}
Igualment, el producte de les matrius significa fer una suma de vectors:
{\displaystyle T_{\mathbf {u} }T_{\mathbf {v} }=T_{\mathbf {u} +\mathbf {v} }.}
I com que l'addició dels vectors és commutativa, el grup multiplicatiu de matrius creat d'aquesta manera és un grup commutatiu.